# Гарсия, Пабло Габриэль
Пабло Габриэль Гарсия, или просто Пабло Гарсия (исп. Pablo Gabriel García Pérez; род. 11 мая 1977, Пандо, Канелонес) — уругвайский футболист, опорный полузащитник, долгое время выступал за национальную сборную. Оставшись в Греции, начал карьеру тренера.

## Биография
Пабло Гарсия начал карьеру в «Монтевидео Уондерерс» в 1996 году. В 1998 году права на Гарсию перешли испанскому «Вальядолиду», однако он ни разу не сыграл за эту команду. Позже перешёл в мадридский «Атлетико B», но заканчивал сезон в «Пеньяроле». Всего в 1998—2000 гг. провёл за «Атлетико Мадрид B» 38 матчей и забил в них 3 гола.
В 2000 году перешёл в «Милан» и за 2 сезона всё же сыграл за основной состав итальянского суперклуба 11 матчей в Серии А. Кроме того, в 2002 году на правах аренды провёл 14 игр за «Венецию».
В 2002—2005 гг. стабильно и уверенно выступал за испанскую «Осасуну». Он прославился как довольно жёсткий футболист, часто получающий предупреждения. Так, в сезоне 2004/05 он заработал 17 жёлтых и 1 красную карточку. Как бы то ни было, его игра привлекла внимание мадридского «Реала». Он был куплен столичным клубом вместе со своим соотечественником Карлосом Диого. Из трёхлетнего контракта 2 последних сезона Гарсия провёл в аренде — сначала в «Сельте», а затем в «Мурсии».
В 2005 году принял участие в съёмках фильма «Гол!», где сыграл роль самого себя (камео).
С 2008 года выступал в греческом ПАОКе.
С 1997 года выступал за основную сборную Уругвая. Провёл за «Селесте» 68 матчей и забил 3 гола. Он выступал на Кубке конфедераций 1997, Кубках Америки 1999 и 2007, а также в финальной стадии чемпионата мира 2002.
Пабло Гарсия занимает шестое место в истории сборной по количеству проведённых матчей за всю историю. Последний матч за «Селесте» Гарсия провёл 17 октября 2007 года против Парагвая в Асунсьоне.
В 2014 году — игрок «Ксанти».

## Достижения
- Вице-чемпион Кубка Америки: 1999
- Вице-чемпион мира среди молодёжи (1): 1997
- Вице-чемпион Испании (1): 2005/06
- Финалист Кубка Испании (1): 2004/05
- Игрок года в Уругвае (среди футболистов сборной): 2001